# Punk-O-Rama Vol. 8
Punk-O-Rama 8 è l'ottavo album della serie omonima.
Questo è l'unico numero della serie ad essere formato da due CD. Le raccolte successive a questo contengono due dischi, ma formate da un CD ed un DVD.
La traccia Quick Death è contenuta in due versioni diverse. La prima è l'originale dei Transplants, mentre la seconda è una versione remix degli Error.

## Tracce

### Disco 1
1. I Am a Revenant – The Distillers
2. Don't Call It a Comeback – Motion City Soundtrack
3. Trusty Chords – Hot Water Music
4. As Wicked – Rancid
5. New Day – The Bouncing Souls
6. The Greatest Fall (Of All Time) – Matchbook Romance
7. The Idiots Are Taking Over – NOFX
8. Who We Are – Bad Religion
9. Trapped In – Division Of Laura Lee
10. Sink Venice – Ikara Colt
11. Sweating Blood – F-Minus
12. Makeshift Patriot – Sage Francis
13. A New Morning, Changing Weather – The (International) Noise Conspiracy
14. Welfare Problems – Randy
15. Thickfreakness – The Black Keys
16. Wasted Words – Death By Stereo
  - Traccia multimediale

### Disco 2
1. Unstoppable – Death By Stereo
2. Coup d'Etat – Refused
3. Holiday in the Sun – Pennywise
4. Gonna Be a Blackout Tonight – Dropkick Murphys
5. Quick Death – Transplants
6. Bird Sings Why the Caged I Knows – Atmosphere
7. Train of Flesh – Turbonegro
8. Incorporeal – Tiger Army
9. Bowmore – Millencolin
10. The Ocean Song – Pulley
11. Contribution – Guttermouth
12. Warpath – Bombshell Rocks
13. Get This Right! – Raised Fist
14. Lose Another Friend – No Fun At All
15. Roll Around – U.S. Bombs
16. Shattered Faith – Bad Religion
17. Quick Death (remix) – Error